# Pelle
Pelle är ett mansnamn, i Sverige även ett vanligt smeknamn för Per, vilket i sin tur kommer av Petrus.
Pelle kan också åsyfta en eftersatt individ i en kull av djur; Se Pelle (djur).

## Personer
- Per "Pelle" Almqvist, svensk sångare
- Per "Pelle" Hedman, svensk konstnär
- Per-Eric "Pelle" Lindbergh, svensk ishockeymålvakt
- Pelle Molin, svensk författare och konstnär
- Pelle Törnberg, svensk affärsman